# روني كلايتون
روني كلايتون (بالإنجليزية: Ronnie Clayton)‏ (5 أغسطس 1934 ببرستون في المملكة المتحدة - 29 أكتوبر 2010 ببلاكبرن في المملكة المتحدة) هو مدرب كرة قدم ولاعب كرة قدم بريطاني في مركز الوسط، شارك في كأس العالم 1958. وشارك مع منتخب إنجلترا تحت 21 سنة لكرة القدم ومنتخب إنجلترا لكرة القدم الرديف ومنتخب إنجلترا لكرة القدم. أما مع النوادي، فقد لعب مع بلاكبيرن روفرز ونادي موركامب وGreat Harwood Town F.C. ‏.

## وصلات خارجية
- روني كلايتون على موقع قاعدة بيانات كرة القدم.إي يو (الإنجليزية)
- روني كلايتون على موقع ناشيونال فوتبول تيمز (الإنجليزية)